# Caifases
Os Caifases foram grupos abolicionistas do Brasil, que, no final do século XIX, liderados por Antônio Bento - esse que fora juiz de paz e juiz municipal em Atibaia, nos cargos que ocupara, também exerceu em 1870 advocacia e jornalismo, defendera sempre os escravos ante a opressão senhorial (senhores de engenho, fazendeiros, cafeicultores.) 
Eles organizavam fugas coletivas no final do século XIX, ou "roubavam os escravos de seus senhores" para enviá-los ao quilombo do Jabaquara na cidade de Santos e de lá para a província do Ceará, que já decretara a Abolição da Escravidão. Eles também perseguiram os capitães do mato, e ameaçavam os senhores escravistas. O movimento de libertação dos escravos paulista surgiu com o poeta Luís Gama e, após sua morte, Antônio Bento assumiu a liderança do movimento.
O nome Caifases foi inspirado em uma passagem do evangelho de São João (Jo. 11,50) em que sentencia Caifás: “Vós nada sabeis, nem compreendeis que convém que um homem morra pelo povo, para que o povo todo não pereça? E entregou Jesus a Pilatos”.
A eficácia do movimento foi tão grande que a maioria das cidades paulistas já haviam decretado a libertação dos escravos negros antes da Lei Áurea de 1888.

## Contexto
Há um grande contexto de enfraquecimento da escravidão no brasil durante o final do século XIX. Por um lado, desde a independência no mínimo houve o recrutamento de escravizados para o exército. Por outro lado somente após a Guerra do Paraguai, o movimento abolicionista no exército cresceu devido ao contato dos militares brasileiros com regiões onde a escravidão não existia mais, com isso o apoio a escravidão no exército diminuía cada vez mais, devido a este contato e a pressão de militares negros. Enquanto isso, a população livre cresceu de 2 milhões até 14 milhões de 1822 até 1888, enquanto a população escravizada cresceu de 1 milhão para 1,5 milhão. Isso fez com que a população livre deixasse de ser dependente da escravidão fortalecendo o apoio abolicionismo abolicionismo entre as pessoas brancas. Com esse enfraquecimento da escravidão um movimento popular liderado por José Luis Napoleão e Francisco José do Nascimento no qual os jangadeiros cearenses se recusaram a transportar escravos para o porto forçando assim a Abolição da escravidão no Ceará.

## Táticas
Os Caifases se infiltravam disfarçados nas senzalas libertando os escravos ali presentes. depois os insurgentes escondiam os escravos em suas propriedades e usavam as ferrovias-que haviam sido construídas, para transportar café até o porto-para leva-los até o quilombo do Jabaquara em Santos, a partir do qual eles eram levados até o Ceará, onde a escravidão já havia sido abolida.

## Ver tambem
- Greve dos Jangadeiros
- Antônio Bento (abolicionista)
- Quintino de Lacerda
- Abolicionismo no Brasil